# Cimetière des sans nom (Berlin-Grunewald)
Cimetière municipal de la forêt sylvicole de Grunewald
Pour l’article homonyme, voir Cimetière des sans nom (Vienne).
Le cimetière des sans nom (Friedhof der Namenlosen) est un cimetière berlinois situé sur Schildhornweg dans la forêt de Grunewald à Berlin-Grunewald en Allemagne. Son nom actuel officiel est Städtischer Friedhof Grunewald-Forst « cimetière municipal de la forêt sylvicole de Grunewald ». Il s'étend sur 4 981 m2, soit un demi-hectare.

## Histoire

### « cimetière des suicidés »

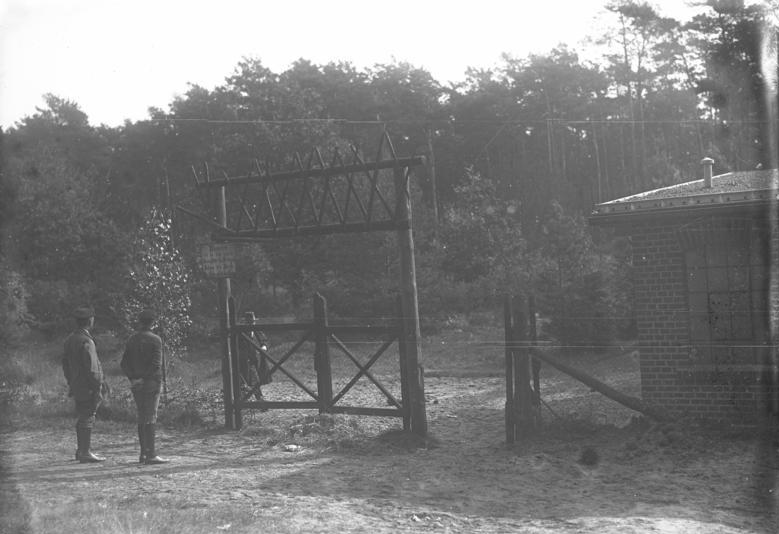
Le portail en bois et la clôture édifiés en 1913.

Les appellations « cimetière des suicidés » « cimetière des sans nom » voire « champ du déshonneur » se réfèrent à l'historique du site du cimetière. Non loin du site actuel, la Havel fait un coude où des cadavres à la dérive sur le fleuve s'amassaient. Il s'agissait de corps noyés ou parfois de suicidés car ceux-ci étaient souvent abandonnés dans le fleuve jusqu'au XIXe siècle à Berlin. Aucune paroisse chrétienne ne voulait recueillir les dépouilles de ces individus anonymes s'étant rendus coupables d'un péché mortel comme le suicide. Jusqu’en 1845, la tentative de suicide était un crime en Prusse. 
On laisse donc à l'office des eaux et forêts le soin d'évacuer les corps. Entre 1878 et 1879, l'office choisit d'entreposer les corps dans une clairière de la division 135 (Jagen 135) de Grunewald. Le garde forestier Elmar Kilz témoigne qu'« il y avait parmi eux beaucoup de servantes mises enceintes par leur maître. » Le premier enterrement documenté a lieu le 22 janvier 1900 pour un ouvrier serrurier. Il est cependant estimé qu'il y a eu auparavant au moins 800 inhumations non documentées sur place. Certaines familles ont enterré elles-mêmes des proches décédés dans des circonstances qu'on ne voulait pas ébruiter, le tout sans concession funéraire et avec l'accord seulement tacite des autorités forestières.
En 1911, un modeste funérarium en brique de forme rectangulaire est construit. La mise en place d'une clôture qui délimite le périmètre du cimetière et l'édification du portail d'entrée en bois datent de 1913.
Les cinq croix orthodoxes avec des épitaphes en cyrillique ont été dressées en l'honneur de cinq immigrés russes fidèles au Tsar Nicolas II qui se sont suicidés dans la Havel lors de la révolution d'Octobre et l'arrivée au pouvoir des bolchéviques. À l'issue de la Première Guerre mondiale, de nombreux soldats, civils ou prisonniers de guerre ont également trouvé au cimetière des sans nom leur dernière demeure.
En 1919, un fait divers fait sensation. L'infirmière Minna Braun, âgée de 25 ans, est retrouvée sans vie près de la Havel. Elle est mise en bière sans levée de corps. Ce n'est que quelques jours plus tard au cimetière que le médecin chargé de l'autopsie déclare qu'elle est encore en vie. Cet événement est largement médiatisé et ravive les angoisses populaires d'enterrement vivant. Elle se suicide au même endroit en 1922 et est inhumée dans le cimetière.

### Cimetière municipal

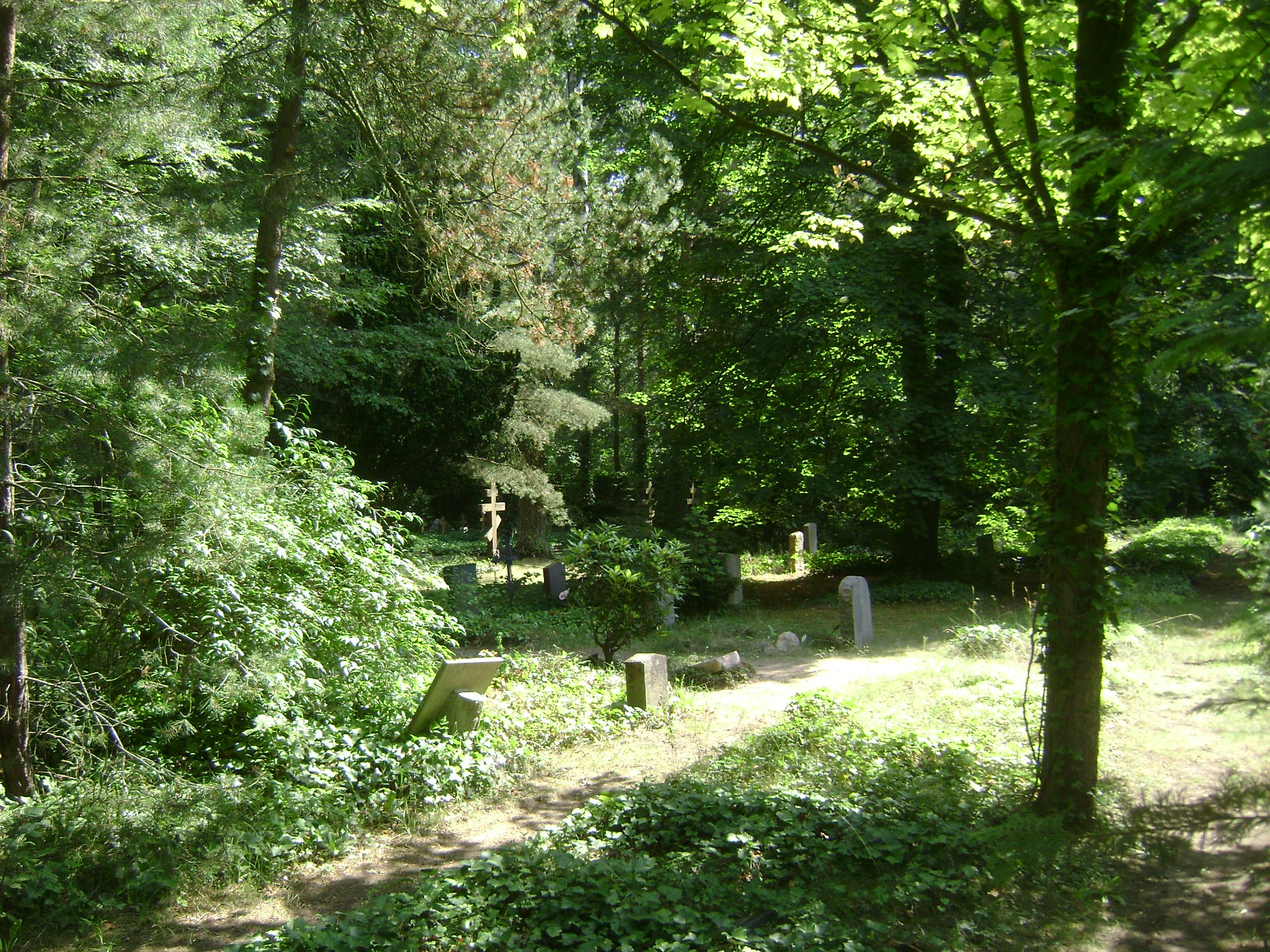
Un cimetière où la nature reprend ses droits.

Grunewald est inclus dans le grand Berlin en 1920 et devient Berlin-Grunewald dépendant du district de Wilmersdorf. Dans le même temps passe une loi qui dispose que chaque district berlinois doit posséder au moins un cimetière non confessionnel. L'ancien « cimetière sauvage » devient donc officiellement municipal à cette occasion.
Le cimetière est utilisé jusqu'en 1927 uniquement pour les « sans nom ». Entre 1928 et 1929, l'enclos de bois est remplacé par un muret en pierre et une porte en fer surmontée d'une arche de pierre. Elle est conçue par l'architecte Richard Thiemes (1876-1948). Le périmètre du cimetière fait maintenant 80 m de long pour 60 m de large et plusieurs tentatives sont faites pour le rendre attractif, mais la mauvaise réputation du site due à son histoire persiste et peu de gens choisissent délibérément d'y placer leur sépulture.
À l'issue de la Seconde Guerre mondiale, plusieurs dizaines de civils ayant trouvé une mort violente lors des bombardements sont enterrés à la va-vite dans les parcs berlinois. Ils sont ensuite transférés dans le cimetière des sans nom. Ils reposent dans 60 tombes et une fosse commune du cimetière.
L'ethnographe régional et spécialiste des cimetières Willi Wohlberedt (1878-1950) qui publia plusieurs ouvrages sur les 250 cimetières berlinois, avait repéré ce petit cimetière au cours de ses recherches et décide de s'y réserver une sépulture. Après sa mort, il devient le premier citoyen d'honneur de la ville à reposer dans le cimetière. La deuxième tombe d'honneur est dévolue à Willi Schulz (1881–1928), garde forestier de Grunewald.
Parmi les autres personnalités notables enterrées au cimetière, on compte l'écrivain Clemens Laar suicidé en 1960, ou Christa Päffgen alias Nico, mannequin et chanteuse ayant entre autres fait partie du Velvet Underground avec Lou Reed, morte après une chute mortelle de vélo à Ibiza.
La municipalité n'accepte désormais plus de nouvelles tombes et songe à progressivement délaisser le cimetière au cours des cinquante prochaines années pour le rendre à la nature. Ce n'est donc pas à proprement parler un cimetière boisé mais plutôt un cimetière où on laisse la nature reprendre ses droits.

## Accès
- La gare S-Bahn la plus proche est la gare de Berlin-Wannsee où circulent la ligne 1 et la ligne 7.
- L'arrêt de bus le plus proche est Havelweg sur la ligne 218 (Messedamm/ICC/ZOB ↔ Pfaueninsel).
- Le cimetière se situe à l'adresse suivante : Havelchaussee 92b, Berlin. Une fois le chemin emprunté, suivre les panneaux indiquant le cimetière (Zum Friedhof).